# Anielska Góra (Góry Krucze)
Anielska Góra (niem. Angenelliberg, Angelli-Berg) – szczyt (góra) o wysokości 651 m n.p.m., położony w północnej części Gór Kruczych (zachodniej części Gór Kamiennych w Sudetach Środkowych).

## Położenie
Góra leży pomiędzy szczytami Długosz i Czarnogóra w głównym grzbiecie Gór Kruczych. Od wzniesienia odchodzą dwa krótkie, boczne grzbieciki. Jeden z nich biegnie ku zachodowi, a zakończony jest Skowrońcem nad Błażkową. Drugi kieruje się ku północnemu zachodowi, kończy się Młynarzem nad Janiszowem i Przedwojowem.
Szczyt leży ok. 4 km na zachód od centrum Krzeszowa, do wsi należy również nieoficjalny przysiółek położony na wschodnim zboczu wzniesienia – Betlejem.
Zachodnie zbocze trawersuje droga krajowa nr 5. Przełęczą między Długoszem o Anielską Górą przechodzi lokalna szosa z Przedwojowa do Krzeszowa – obecnie prowadzi nią trasa rowerowa Szlak cysterski.

## Geologia
Anielska Góra zbudowana jest z permskich melafirów (trachybazaltów). U jej podnóży zalegają piaskowce i zlepieńce czerwonego spągowca, a pod nimi, od zachodu piaskowce, zlepieńce, mułowce oraz pokłady węgla kamiennego warstw żaclerskich. Wszystkie te utwory należą do zachodniego skrzydła niecki śródsudeckiej. Skały osadowe zapadają na wschód. Na południowym zboczu, w lesie znajdują się wyrobiska nieczynnego kamieniołomu melafiru.

## Roślinność
Góra porośnięta jest lasem świerkowym z domieszką sosny i brzozy.

## Górnictwo

### Górnictwo węgla kamiennego
Pod Anielską Górą znajdują się obecnie nieeksploatowane pola górnicze o nazwach: Liebauer Kohlen-Verein, Schöller, oraz Hopfen. Na zachodnim zboczu góry istniała kopalnia „Müller Schute”

### Kamieniołom
Na zachodnim zboczu góry był kiedyś eksploatowany kamieniołom permskich porfirów (trachitów).